# Maldives Airways
Maldives Airways era una compagnia aerea con sede a Malé, nelle Maldive. Operativa tra il 1984 e il 1986, effettuava voli di linea utilizzando una flotta di quattro aerei Douglas DC-8 e tre Fokker F-27.

## Storia
Maldives Airways era di proprietà dell'Organizzazione per la Liberazione della Palestina (OLP). L'OLP era il partner finanziario principale della compagnia, l'OLP era a sua volta proprietaria della compagnia aerea Air Bissau. Maldives Airways era una delle tante compagnie che erano usate per coprire le attività segrete dell'OLP in quel periodo, gli stessi aerei della compagnia erano impiegati nel contrabbando di armi o droga per l'Autorità Nazionale Palestinese.
Le autorità maldiviane consentirono a questa compagnia aerea di operare dal suolo statale senza restrizioni. Tuttavia, non è chiaro se fossero pienamente a conoscenza della natura delle sue operazioni. Il volo inaugurale della compagnia portò un gruppo di funzionari locali e agenti di viaggio da Malé all'isola di Gan, nell'Atollo Addu.
Alcune agenzie turistiche erano allarmate dalla presenza dell'OLP alle Maldive e la stampa tedesca fece eco a queste preoccupazioni, poiché all'epoca la maggior parte degli arrivi turistici alle Maldive proveniva dalla Germania. Nel 1986, la compagnia aerea fallì. Nel 1987 tutti i DC-8 della Maldives Airways furono venduti a Kalitta Air.

## Destinazioni
Al momento della chiusura, Maldives Airways operava sulle seguenti destinazioni:
- Maldive (Atollo Addu)
- Sri Lanka (Colombo)
- India (Thiruvananthapuram e Chennai)
- Emirati Arabi Uniti (Dubai)

## Flotta
Al momento della chiusura, la flotta di Maldives Airways era composta dai seguenti aeromobili:
- 4 Douglas DC-8

- 3 Fokker F27